# Fuori dal coro (film)
Fuori dal coro è un film del 2015 diretto da Sergio Misuraca. Debutto alla regia di Misuraca, il film è stato distribuito nei cinema il 4 giugno 2015.

## Trama
Dario, giovane siciliano laureato ma disoccupato, accetta la proposta di un losco individuo locale, il "professore", in cambio di una "segnalazione" per un lavoro. Deve consegnare una busta di "documenti importanti" a Roma. Il viaggio dovrà avvenire in auto e nessuno dovrà esserne a conoscenza. Dario chiede al suo migliore amico Nicola, che di mestiere fa il tappezziere, di nascondergli la busta nella tappezzeria del sedile dell'auto. A Roma, incaricato di far da tramite con il destinatario, un malavitoso slavo di nome Pancev, è lo zio di Dario, Tony, che non vedeva da anni e con il quale aveva dei vecchi attriti. Al momento della consegna la busta non si trova. È l'inizio di una serie di peripezie che coinvolgeranno i protagonisti costretti a tornare in Sicilia per ritrovare la preziosa busta.

## Distribuzione
Il film è uscito nelle sale il 4 giugno 2015.

## Critica
Secondo Il Morandini è un'opera prima volutamente a cavallo tra la commedia e il pulp. Misuraca (che l'ha anche prodotto a basso costo grazie agli introiti del suo ristorante) ha vissuto qualche anno in USA, lavorando in un locale frequentato da star hollywoodiane e ha visto tanti film, sognando di farne uno. Ama Tarantino e cerca di imitarlo. Magari un giorno ci riuscirà.